# Pfaffenstock
Das Gehöft Pfaffenstock gehört zu Schiedungen in der Gemeinde Hohenstein, welche im Landkreis Nordhausen im Nordthüringer Hügelland liegen.

## Geografie
Die Ansiedlung liegt auf etwa 230 m ü. NHN nordwestlich von Nordhausen zwischen Schiedungen und Trebra an der Landesstraße 2062 von Schiedungen nach Epschenrode im oberen Helmetal.

### Gewässer
Der Pfaffenstock liegt an der Mündung der Ohe in die Helme, südwestlich des Speichers Schiedungen.